# Escolas Públicas de Fall River
Escolas Públicas de Fall River
(Fall River Public Schools, FRPS) é um distrito escolar no estado de Massachusetts, nos EUA. Têm a sua sede em Fall River. O conselho escolar é composto por um presidente, um vice-presidente, cinco membros, um "Assistente Administrativo para os Serviços do Comité Escolar," e dois estudantes.(em inglês)  O sistema de escolas do distrito foi reestruturado ao longo das últimas décadas, concentrando as 28 escolas primárias existentes nos anos de 1990, para as 12 existentes hoje.  A escola Escola Secundária B.M.C. Durfee foi reconstruída em 1886, substituindo uma escola antiga. O edifício original foi uma oferta da Sra. Mary B. Young, em nome de seu falecido filho Bradford Matthew Chaloner Durfee, cujo nome também se encontra num dormitório da Universidade de Yale.(em inglês)   As equipes atléticas da Escola Secundária B.M.C. Durfee  utilizam o preto e vermelho nos seus equipamentos (em honra da cor dos telhados da antiga escola, e tecto vermelho do observatório da escola, intitulados os Hilltoppers traduzido para de cima do monte. A alcunha vêm da antiga escola onde existia uma esplanada sobre o monte do rio Quequechancha. Esta escola é membro da Conferência dos três grandes, onde compete com o Liceu de Brockton e seu rival de longa data, o Liceu de New Bedford.

## Escolas
Escolas primárias:
- Spencer Borden Elementary School
- John J. Doran Elementary School
- Mary L. Fonseca Elementary School
- William S. Greene Elementary School
- Alfred S. Letourneau Elementary School
- Frank M. Silvia Elementary School
- James Tansey Elementary School
- Carlton M. Viveiros Elementary School
- Samuel Watson Elementary School
- Fonseca Elementary School
- Letourneau Elementary School
- Vivieros Elementary School

Escolas médias:
- Matthew J. Kuss Middle School
- Henry Lord Middle School
- James Madison Morton Middle School
- Edmond P. Talbot Middle School
- Stone Therapeutic Day Middle School

Escolas preparatórias:
- Escola Secundária B.M.C. Durfee (B.M.C. Durfee High School)
- Resiliency Preparatory School